# Un vrai bonhomme
Un vrai bonhomme (dt. „Ein ganzer Kerl“) ist eine belgisch-französische Tragikomödie von Benjamin Parent. Premiere war im November 2019.

## Handlung
Tom, ein schüchterner und sensibler Teenager, steht kurz vor seinem ersten Schultag an einer neuen Schule. Um ihm beim Neuanfang zu helfen, kann er auf die Ratschläge von Leo, seinem großen Bruder und Mentor, zählen. Leo bemüht sich, aus Tom einen echten Kerl zu machen, aber seine alltägliche Allgegenwart wird schnell zu einem toxischen Einfluss. Tom muss darum kämpfen, sich aus Leos Einfluss zu befreien und seinen eigenen Weg zu finden.

## Produktion
Regie führte Benjamin Parent, das Drehbuch basiert auf einer Idee von Benjamin Parent, Victor Rodenbach und Tristan Schulmann.
Für den Ton war Pierre Mertens verantwortlich, Mischung durch Franco Piscopo und Tonmontage durch Sabrina Calmels.
Die Produktionsfirmen waren Delante Productions, in Zusammenarbeit mit Delante Films, France 2 Cinéma, Été 75 und Scope Pictures, in Assoziation mit SOFICA Cinéventure 4 und Indéfilms 7. Die Distribution lag in den Händen von Ad Vitam Distribution (Frankreich).

## Auszeichnungen
- Festival du film de Cabourg 2020: Goldener Schwan für den besten männlichen Darsteller für Benjamin Voisin[2]